# 西王村遗址 (芮城县)
西王村遗址，位于山西省运城市芮城县西王村，是中华人民共和国全国重点文物保护单位之一。
1960年春发现，同年5—7月发掘。遗址以仰韶文化为主，其次是龙山文化和两周遗存。2013年5月公布为全国重点文物保护单位，是一座古遗址。